# Sedia Massaquoi Bangoura
Sedia Massaquoi Bangoura (* 17. Juni 1957 in Monrovia) ist eine liberianische Diplomatin.
Sie studierte Sprachwissenschaften an der Universität der Franche-Comté in Besançon und anschließend an der Universität der Vereinten Nationen in Tokio. Danach war sie im Rahmen eines Freiwilligenprogramms der UN in Bonn tätig. 2004 übernahm sie die Leitung der Programmdirektion des RIMCO-Unterstützungsbüros in Monrovia. Später war sie als stellvertretende Arbeitsministerin u. a. an der Eingliederung Liberias in die Internationale Arbeitsorganisation beteiligt. Von 2007 bis Anfang 2010 war sie Botschafterin in Deutschland. Sie ist verheiratet, hat drei Kinder und spricht Französisch und Deutsch.